# Пламен Иванов
Пламен Иванов е български писател.

## Биография и творчество
Завършил е Математическа гимназия в град Велико Търново, а после - специалност "История" в СУ „Св. Климент Охридски“.
Автор е на книгите:
- „Империята на Времето“ (2012 – 1 изд., 2014 – 2 изд.). [1]
- „Третият Рим и Третата световна. Хроника на една предизвестена война“ (2015 – 1 изд., 2016 – 2 изд.). [2]

Пламен Иванов разглежда историческото време като „циклично“. В книгите си открива повторяеми събития и „схеми“ на съвпадения между имена на хора, дати, места и смислови конструкции. Някои от тези повторения той интерпретира като „маркери“, които разкриват скрития смисъл на историческите събития. Така стига до хипотезата, че Историята/Времето имат някакъв надсубективен (обективен) характер, който не зависи от нас и дори не подлежи на промяна. (Идеята за предопределеност на историята). Историческият процес според него може да се разглежда като движение на енергия, която „тече” по определени пространствени и времеви траектории, а в пресечните точки на тези потоци се случват важните събития. Намирането на такива пресечни точки той демонстрира с карти, календарни дати, схеми и т.н.
Пламен Иванов твърди, че понеже в историческия процес има циклични повторения, на базата на това могат да се правят и „прогнози” за бъдещи събития. Известни са няколко смели негови прогнози от 2016 и 2017 г., които обаче още не са сбъднали - за смъртта на папа Франциск (през 2017 г.), за покушение срещу избрания през 2016 г. президент на САЩ Доналд Тръмп, което не се случи през първия му мандат, за връщане на Йерусалим под властта на исляма (изчезване на държавата Израел) в рамките на 10 години след голяма война в Близкия изток и т.н. Във втората си книга той излага идеята си, че Третата световна война е в ход от 2001 г. и ще продължи най-малко още 30 години, по аналогия с 30-годишната война през XVII век (1618–1648 г.) и с двете световни война през ХХ век (1914–1945).